# 卡洛斯·伊瓦涅斯·德尔坎波
卡洛斯·伊瓦涅斯·德尔坎波（西班牙語：Carlos Ibáñez del Campo，西班牙語發音：[ˈkaɾlos iˈβaɲes ðel ˈkampo]；1877年11月3日—1960年4月28日），智利政治人物、改革家，曾两次担任智利总统。

## 生平

### 1924年和1925年的政变
阿图罗·亚历山德里担任总统期间，民众对低效政府的不满情绪高涨。1924年，由路易斯·阿尔塔米拉诺将军领导的智利武装部队士兵们用军刀敲击国会的地板进行抗议。在武装部队的威胁下，亚历山德里决定放弃执政并提交了辞呈。虽然这一辞呈没有得到国会的批准，但亚历山德里离开了智利，阿尔塔米拉诺建立了一个军政府。
然而，由马马杜克·格罗夫上校和伊瓦涅斯中校领导的武装部队的另一个派别认为军政府的改革在结束政府的低效率方面走得不够远。他们领导了另一场政变，废黜了阿尔塔米拉诺，并建立了一个以埃米利奥·贝洛·科迪多为首的新军政府，并要求亚历山德利返回并完成其任期。
亚历山德里于1925年返回并起草了一部新宪法，旨在减少立法机构的权力，从而使政府更加高效。伊瓦涅斯被任命为战争部长，后来又被任命为内政部长。然而，亚历山德里认为伊瓦涅斯的野心太大，许多人嘲笑亚历山德里是伊瓦涅斯的一个棋子。作为回应，亚历山德里再次辞职并流亡。伊瓦涅斯宣布参加即将到来的总统选举，但智利的三个主要政党向他施压并要求他放弃参选。随后，这三个政党提出了一个一致的选择，即埃米利亚诺·菲格罗阿·拉腊因，作为唯一的总统候选人，以避免在动荡的政治气氛中进行政治竞选。然而，伊瓦涅斯最亲密的顾问何塞·桑托斯·萨拉斯后来宣布参加总统竞选。
菲格罗阿以71%的选票获胜，但保留了伊瓦涅斯作为内政部长。伊瓦涅斯试图控制软弱的菲格罗亚，并迫使菲格罗亚在1927年辞职。由于他是内政部长，根据智利宪法，伊瓦涅斯成为副总统，并宣布在当年5月22日举行选举。在总统选举中，传统政党决定不参加。伊瓦涅斯的唯一对手是共产党人埃利亚斯·拉弗特，他在整个选举活动中被流放到胡安·费尔南德斯群岛，伊瓦涅斯以98%的选票赢得了选举。

### 第一次总统任期
伊瓦涅斯上台后推行独裁政策，暂停议会选举而是自己提名政治家进入参议院和众议院。他的政治对手被逮捕和流放，包括他以前的盟友马马杜克·格罗夫。然而因为他的声望，美国银行愿意给予大量贷款帮助，促进了智利的高速增长。他建造了大规模的公共工程，并增加了公共开支。他还通过统一以前杂乱无章的警察部队创建了智利宪兵队。伊瓦涅斯第一届政府的另一个重要成就是签署了1929年的《利马条约》，其中智利同意将太平洋战争期间夺取的塔克纳省还给秘鲁。
他的受欢迎程度一直持续到大萧条之后，没有外国资本的涌入，智利受到了大萧条的严重影响。伊瓦涅斯的大量公共开支对缓解局势毫无帮助，他的反对者，主要是流亡的格罗夫和亚历山德里开始计划卷土重来。在巨大的公众骚乱之后，伊巴涅斯于1931年7月26日离开该国流亡，此前他将自己的办公室委托给参议院主席佩德罗·奥帕索，后者则辞职，支持内政部长胡安·埃斯特万·蒙特罗。
他在1942年的选举中再次竞选总统，但输给了胡安·安东尼奥·里奥斯。

### 第二次总统任期
在1952年的总统选举中，中右翼的农业劳动党宣布伊瓦涅斯为总统候选人。伊瓦涅斯还获得了左翼人民社会主义党和一些女权主义政治联盟的支持——女权主义者玛丽亚·德·拉·克鲁斯是他的竞选经理。伊瓦涅斯承诺用他的 "扫帚"扫除政治腐败和不佳的政府，并被称为 "希望的将军"。虽然他批评了传统的政党，但他的政策很模糊，在政治光谱中没有明确的立场。他以47%的比例赢得了选举。
他的第二个任期取得了成功。那时他已经年老体衰，因此他把政府工作主要留给了他的内阁。他担任总统期间的主要问题是与经济有关的问题。他未能控制通货膨胀——这是智利当时最紧迫的经济问题之一——结果是通货膨胀在1954年飙升到71%，1955年达到83%。在克莱因·萨克斯代表团的帮助下，伊巴涅斯在离开总统职位时成功地将通货膨胀率降低到33%。在他的任期内，公共交通费用上升了50%，经济增长下降了2.5%。
在此时，伊瓦涅斯在政治上更像一个中间派，他废除了禁止共产党的《保卫民主法》从而赢得了许多左翼人士的支持。
一些智利人继续支持他的独裁统治。这些伊瓦涅斯主义者（其中大部分是退役军官）创建了 "直线"组织，以建立一个新的独裁政权。但是由于它的优柔寡断，这场自我政变未能实现。
伊瓦涅斯由他的宿敌阿图罗·亚历山德里的儿子豪尔赫·亚历山德里·罗德里格斯接任。他放弃了政治，于1960年在圣地亚哥去世。